# Паррано
Паррано (итал. Parrano) — коммуна в Италии, располагается в регионе Умбрия, в провинции Терни.
Население составляет 587 человек (2008 г.), плотность населения составляет 15 чел./км². Занимает площадь 40 км². Почтовый индекс — 5010. Телефонный код — 0763.
Покровителем коммуны почитается  священномученик Власий Севастийский, празднование 3 февраля.

## Демография
Динамика населения:

## Администрация коммуны
- Официальный сайт: